# Ewald Riebschläger
Ewald Riebschläger est un plongeur allemand né le 24 octobre 1904 à Zeitz et mort le 29 octobre 1993 dans la même ville.

## Biographie
Aux Jeux olympiques d'été de 1928 à Amsterdam, il se classe sixième en tremplin et cinquième en plateforme.
Il est aussi à cinq reprises médaillé aux Championnats d'Europe ; champion en tremplin à 3 mètres et vice-champion en plateforme à 10 mètres en 1927 à Bologne, champion en tremplin à 3 mètres et médaillé de bronze en plateforme à 10 mètres en 1931 à Paris et médaillé de bronze en plateforme à 10 mètres en 1934 à Magdebourg.